# NGC 209
NGC 209 là một thiên hà dạng thấu kính nằm cách Hệ Mặt trời khoảng 175 triệu năm ánh sáng trong chòm sao Kình Ngư. Nó được phát hiện vào ngày 9 tháng 10 năm 1885 bởi Francis Leavenworth.